# 维赫利亚耶夫卡农村居民点
维赫利亚耶夫卡农村居民点（俄语：Вихляевское сельское поселение）是俄罗斯联邦沃罗涅日州波沃里诺区所属的一个农村居民点。其下辖有1个居民点，行政中心为维赫利亚耶夫卡。据2016年统计，该农村居民点的人口为494人。